# كاوتش دي بي
أباتشي كاوتش دي بي (بالإنجليزية: Apache CouchDB)‏ أو كاوتش دي بي هو عبارة قاعدة بيانات للمستندات مفتوح المصدر ومكتوبه بلغة البرمجة إرلانج.

## عناصر المصدر المفتوح
يضم كاوتش دي بي عددا من مشاريع أخرى مفتوحة المصدر كجزء من مجموعة.
| العنصر        | التفصيل | الترخيص |
| ------------- | --- | ------- |
| أوبن أس أس أل | أوبن أس أٍس أل هو تطبيق مفتوح المصدر يحتوي على أدوات التشفير ويستعمل بروتوكولات طبقة النقل الامن                                     |         |
| جي كويري      | جي كويري هي إطار عمل للبرمجة بالجافا سكريبت، يقوم باختصار العديد من كتابة النصوص البرمجية التي كان على المبرمج أن يكتبها في السابق. |         |
| إرلانج        | إرلانج هي لغة برمجة من شركة إريكسون                                                                                                 |         |

## وصلات خارجية
- كاوتش دي بي على موقع Open Hub (الإنجليزية)
- كاوتش دي بي على موقع Free Software Directory (الإنجليزية)
- موقع أباتشي كاوتش دي بي